# Grand Prix-wegrace van Zweden 1985
De Grand Prix-wegrace van Zweden 1985 was de elfde Grand Prix van het wereldkampioenschap wegrace-seizoen 1985. De races werden verreden op 10 en 11 augustus 1985 op de Scandinavian Raceway nabij Anderstorp (Jönköpings län). In deze Grand Prix werden de wereldtitels in de 500cc- en de zijspanklasse beslist. 

## Algemeen
Nog steeds werd de 250cc-klasse in Zweden op zaterdag gereden, tussen de trainingen van de andere klassen door. De organisatie hoopte op die manier meer kaarten te verkopen, maar voor de 250cc-rijders was het steeds weer vervelend om in het toch al tamelijk mistroostige Karlskoga Motorstadion voor weinig publiek te rijden. In de 125cc-klasse was het nog steeds spannend tussen Pier Paolo Bianchi (87 punten) en Fausto Gresini (84 punten). Bianchi zou door te winnen de wereldtitel kunnen beslissen, maar als hij dat niet deed was er nog een kans voor Gresini: de GP van San Marino. In de 250cc-klasse was Freddie Spencer al wereldkampioen. Hij kwam in Zweden niet aan de start in deze klasse en liet het eigenlijk aan Carlos Lavado over om te laten zien wat zijn nieuwe Yahama YZR 250 vermocht. Met nog twee GP's te gaan kon Eddie Lawson nog 500cc-wereldkampioen worden, maar Freddie Spencer hoefde in totaal nog maar tien punten te scoren om wereldkampioen te worden. Hij had dus aan een derde plaats in Zweden al genoeg. De zijspanklasse reed haar laatste race en er waren nog drie theoretische kanshebbers voor de wereldtitel. Werner Schwärzel/Fritz Buck leidden het kampioenschap, maar hadden slechts drie punten voorsprong. Als zij wonnen zouden ze wereldkampioen zijn, maar als Egbert Streuer/Bernard Schnieders wonnen, zouden ze in punten gelijk staan maar meer overwinningen hebben en daarom wereldkampioen zijn. Rolf Biland/Kurt Waltisperg hadden slechts een zeer theoretische kans op de titel. Als zowel Streuer als Schwärzel uitvielen, zouden ze aan een tweede plaats genoeg hebben, maar als Streuer ten minste vierde werd en/of Schwärzel ten minste zevende werd waren Biland's kansen verkeken. 

## 500cc-klasse

### De training
Freddie Spencer zou het eigenlijk rustig aan kunnen doen, want hij hoefde slechts op het podium te eindigen om wereldkampioen te worden. Spencer wilde echter in stijl kampioen worden en zette dan ook de snelste trainingstijd, voor concurrent Eddie Lawson en diens teamgenoot Raymond Roche, die opnieuw bewees in Anderstorp goed uit de voeten te kunnen. Hij liet Ron Haslam, Christian Sarron, Wayne Gardner en Randy Mamola achter zich. Gardner en Mamola hadden in Silverstone met de viercilinder Honda NSR 500 gereden, maar die hadden ze weer ingeleverd en ze reden weer met de driecilinder Honda NS 500

#### Trainingstijden
| Pos | Coureur            | Merk                      | Tijd    |
| --- | ------------------ | ------------------------- | ------- |
| 1.  | Freddie Spencer    | Rothmans-HRC-Honda        | 1"36'46 |
| 2.  | Eddie Lawson       | Marlboro-Yamaha           | 1"36'56 |
| 3.  | Raymond Roche      | Marlboro-Yamaha           | 1"37'53 |
| 4.  | Ron Haslam         | Rothmans-HRC-Honda-UK     | 1"37'84 |
| 5.  | Christian Sarron   | Gauloises-Sonauto-Yamaha  | 1"37'84 |
| 6.  | Wayne Gardner      | Rothmans-HRC-Honda-UK     | 1"38'09 |
| 7.  | Randy Mamola       | Rothmans-HRC-Honda        | 1"39'28 |
| 8.  | Didier de Radiguès | ELF-Chevallier-HRC-Honda  | 1"39'38 |
| 9.  | Rob McElnea        | Skoal Bandit-Heron-Suzuki | 1"39'56 |
| 10. | Mike Baldwin       | Honda                     | 1"39'77 |

### De race
Vrijwel het hele veld begon aan de opwarmronde met intermediates en opgesneden slicks, maar de baan droogde snel op en voor de start werd er naar slicks gewisseld. Ron Haslam had zijn gebruikelijke bliksemstart, maar werd al snel gepasseerd door Freddie Spencer. Eddie Lawson sloot aan achter Spencer, maar kon niet meer doen dan volgen, tot Spencer uiteindelijk echt gas gaf en wegliep. Lawson had voor een te zachte bandencompound gekozen en dat kostte hem aanvankelijk ook nog de tweede plaats, toen Wayne Gardner hem inhaalde. Gardner werd het slachtoffer van een blunder van Honda-UK: hij kwam in de laatste ronde zonder benzine te staan. Het kostte hem niet alleen de tweede plaats in Zweden, maar ook de derde plaats in het WK-klassement. Lawson kreeg de tweede plaats cadeau, maar finishte bijna een halve minuut na Spencer, die nu ook wereldkampioen 500 cc was. Ook Ron Haslam profiteerde van de pech van Gardner en finishte als derde. 

#### Uitslag 500cc-klasse
| Pos | Coureur            | Merk                     | Tijd       | Grid | Punten |
| --- | ------------------ | ------------------------ | ---------- | ---- | ------ |
| 1   | Freddie Spencer    | Rothmans-HRC-Honda       | 49"26'73   | 1    | 15     |
| 2   | Eddie Lawson       | Marlboro-Yamaha          | 49"49'53   | 2    | 12     |
| 3   | Ron Haslam         | Rothmans-HRC-Honda-UK    | 50"04'64   | 4    | 10     |
| 4   | Christian Sarron   | Gauloises-Sonauto-Yamaha | 50"18'97   | 5    | 8      |
| 5   | Randy Mamola       | Rothmans-HRC-Honda       | 50"33'21   | 7    | 6      |
| 6   | Didier de Radiguès | ELF-Chevallier-HRC-Honda | 50"35'27   | 8    | 5      |
| 7   | Mike Baldwin       | Honda                    | 50"36'10   | 10   | 4      |
| 8   | Raymond Roche      | Marlboro-Yamaha          | 50"58'43   | 3    | 3      |
| 9   | Thierry Espié      | Chevallier-Honda         | +1 ronde   | 18   | 2      |
| 10  | Massimo Messere    | Honda                    | +1 ronde   | 21   | 1      |
| 11  | Eero Hyvärinen     | Honda                    | +1 ronde   | 17   |        |
| 12  | Dave Petersen      | Honda                    | +1 ronde   | 11   |        |
| 13  | Peter Lindén       | Honda                    | +1 ronde   | 19   |        |
| 14  | Boet van Dulmen    | Bakker-Honda             | +1 ronde   | 23   |        |
| 15  | Rob Punt           | Suzuki                   | +1 ronde   | 25   |        |
| 16  | Esko Kuparinen     | Suzuki                   | +1 ronde   | 26   |        |
| 17  | Simon Buckmaster   | Suzuki                   | +2 ronden  | 28   |        |
| 18  | Maarten Duyzers    | Suzuki                   | +2 ronden  | 34   |        |
| 19  | Geir Hestman       | Honda                    | +2 ronden  | 32   |        |
| 20  | David Griffith     | Suzuki                   | +2 ronden  | 35   |        |
| 21  | Andreas Leuthe     | Suzuki                   | +3 ronden  | 29   |        |
| 22  | Fabio Biliotti     | Honda                    | +4 ronden  | 14   |        |
| 23  | Christian Le Liard | ELF-Chevallier-Honda     | +11 ronden | 20   |        |
| 24  | Lars Johansson     | Suzuki                   | +13 ronden | 37   |        |

#### Niet gefiinished
| Coureur             | Merk                      | Oorzaak         | Grid |
| ------------------- | ------------------------- | --------------- | ---- |
| Wayne Gardner       | Rothmans-HRC-Honda-UK     | Brandstoftekort | 6    |
| Rob McElnea         | Skoal Bandit-Heron-Suzuki | Val             | 9    |
| Franco Uncini       | HB-Gallina-Suzuki         | Val             | 15   |
| Kjeld Sörensen      | Suzuki                    |                 | 31   |
| Michael Jansberg    | Suzuki                    |                 | 33   |
| Armando Errico      | Honda                     |                 | 27   |
| Wolfgang von Muralt | Bakker-Suzuki             |                 | 16   |
| Peter Sköld         | Honda                     |                 | 24   |
| Gustav Reiner       | Bakker-Honda              | Val             | 12   |
| Sito Pons           | HB-Gallina-Suzuki         |                 | 13   |

#### Niet gestart
| Coureur       | Merk   | Oorzaak |
| ------------- | ------ | ------- |
| Neil Robinson | Suzuki |         |

#### Niet deelgenomen
| Coureur              | Merk                      | Oorzaak    |
| -------------------- | ------------------------- | ---------- |
| Pierre-Etienne Samin | ELF-Chevallier-Honda      |            |
| Takazumi Katayama    | Bakker-Rothmans-HRC-Honda | Gestopt    |
| Mile Pajic           | SNRT-Honda                | Teambeleid |
| Henk van der Mark    | SNRT-Honda                | Teambeleid |
| Marco Lucchinelli    | Cagiva                    | Teambeleid |
| Virginio Ferrari     | Cagiva                    | Teambeleid |

### Top tien tussenstand 500cc-klasse
| Pos. | Coureur                          | Merk                      | Ptn. |
| ---- | -------------------------------- | ------------------------- | ---- |
| 1    | Freddie Spencer (wereldkampioen) | Rothmans-HRC-Honda        | 141  |
| 2    | Eddie Lawson                     | Marlboro-Yamaha           | 118  |
| 3    | Christian Sarron                 | Gauloises-Sonauto-Yamaha  | 80   |
| 4    | Ron Haslam                       | Rothmans-HRC-Honda-UK     | 67   |
| 5    | Randy Mamola                     | Rothmans-HRC-Honda        | 62   |
| 6    | Wayne Gardner                    | Rothmans-HRC-Honda-UK     | 61   |
| 7    | Didier de Radiguès               | ELF-Chevallier-HRC-Honda  | 47   |
| 8    | Raymond Roche                    | Marlboro-Yamaha           | 42   |
| 9    | Rob McElnea                      | Skoal Bandit-Heron-Suzuki | 19   |
| 10   | Boet van Dulmen                  | Honda / Bakker-Honda      | 18   |

## 250cc-klasse

### De training
Inderdaad was Carlos Lavado (bij afwezigheid van Freddie Spencer) met zijn nieuwe Yamaha YZR 250-V-twin de snelste in de training. De Duitse importeur Mitsui had ook een dergelijke machine kunnen krijgen, maar hun rijder Martin Wimmer was nog steeds geblesseerd. Toni Mang reed de tweede tijd en Martin Herweh, nu definitief hersteld van zijn blessure, reed de derde tijd. De eerste tien stonden binnen 1½ seconde.

#### Trainingstijden
| Pos | Coureur                | Merk                        | Tijd    |
| --- | ---------------------- | --------------------------- | ------- |
| 1.  | Carlos Lavado          | Venemotos-Yamaha            | 1"41'26 |
| 2.  | Toni Mang              | Marlboro-HRC-Honda          | 1"41'72 |
| 3.  | Manfred Herweh         | Bakker-Real-Rotax           | 1"42'04 |
| 4.  | Alan Carter            | Honda                       | 1"42'20 |
| 5.  | Jean-Louis Guignabodet | MIG-Rotax                   | 1"42'26 |
| 6.  | Fausto Ricci           | Rothmans-HRC-Honda          | 1"42'30 |
| 7.  | Niall Mackenzie        | Silverstone-Armstrong-Rotax | 1"42'40 |
| 8.  | Jean-Michel Mattioli   | Yamaha                      | 1"42'41 |
| 9.  | Juan Garriga           | JJ Cobas-Rotax              | 1"42'44 |
| 10. | Carlos Cardús          | JJ Cobas-Rotax              | 1"42'65 |

### De race
Carlos Lavado stond weliswaar op poleposition in Zweden, maar hij startte slecht. Na de eerste ronde kwam hij als vijfde door, terwijl Toni Mang aan de leiding ging. Na twee ronde was Lavado al derde en na drie ronden tweede. Hij passeerde Mang, maar vergde te veel van zijn banden. Vijf keer wisselden de posities aan de kop van het veld, maar uiteindelijk was Mang de winnaar. Intussen reed Fausto Ricci onbedreigd op de derde plaats. Manfred Herweh was vierde, maar hij gleed onderuit. 

#### Uitslag 250cc-klasse
| Pos | Coureur              | Merk                        | Tijd     | Grid | Punten |
| --- | -------------------- | --------------------------- | -------- | ---- | ------ |
| 1   | Toni Mang            | Marlboro-HRC-Honda          | 42"46'44 | 2    | 15     |
| 2   | Carlos Lavado        | Venemotos-Yamaha            | 42"55'28 | 1    | 12     |
| 3   | Fausto Ricci         | Rothmans-HRC-Honda          | 43"02'03 | 6    | 10     |
| 4   | Alan Carter          | Honda                       | 43"21'58 | 4    | 8      |
| 5   | Jacques Cornu        | Parisienne-Honda            | 43"22'91 | 16   | 6      |
| 6   | Pierre Bolle         | Bakker-Parisienne           | 43"24'49 | 19   | 5      |
| 7   | Donnie McLeod        | Silverstone-Armstrong-Rotax | 43"24'66 | 13   | 4      |
| 8   | Jean-Michel Mattioli | Yamaha                      | 43"24'79 | 8    | 3      |
| 9   | Siegfried Minich     | Yamaha                      | 43"27'03 | 11   | 2      |
| 10  | Niall Mackenzie      | Silverstone-Armstrong-Rotax | 43"27'93 | 7    | 1      |
| 11  | Jean-François Baldé  | Yamaha                      | 43"28'32 | 12   |        |
| 12  | Roland Freymond      | Yamaha                      | 43"35'14 | 27   |        |
| 13  | Reinhold Roth        | Juchem-Yamaha               | 43"36'15 | 14   |        |
| 14  | Juan Garriga         | JJ Cobas-Rotax              | 43"36'32 | 9    |        |
| 15  | Harald Eckl          | Juchem-Yamaha               | 43"46'93 | 22   |        |
| 16  | Dominique Sarron     | Rothmans-Honda              | 43"47'15 | 20   |        |
| 17  | Gary Noel            | EMC-Rotax                   | 43"52'90 | 24   |        |
| 18  | Jean Foray           | Chevallier-Yamaha           | 44"06'43 | 25   |        |
| 19  | Edwin Weibel         | Yamaha                      | 44"06'83 | 26   |        |
| 20  | Michel Galbit        | Yamaha                      | 44"07'47 | 23   |        |
| 21  | Eilert Lundstedt     | Yamaha                      | 44"07'62 | 29   |        |
| 22  | Stéphane Mertens     | Yamaha                      | 44"17'71 | 18   |        |
| 23  | Stefano Caracchi     | MBA                         | 44"24'70 | 28   |        |
| 24  | Johnny Simonsson     | Yamaha                      | +1 ronde | 35   |        |
| 25  | Tony Head            | Armstrong-Rotax             | +1 ronde | 32   |        |
| 26  | Svend Andersson      | Yamaha                      | +1 ronde | 36   |        |
| 27  | Anders Skov          | Yamaha                      | +1 ronde | 33   |        |
| 28  | Philippe Pagano      | Yamaha                      | +1 ronde | 34   |        |

#### Niet gefiinished
| Coureur                | Merk              | Oorzaak | Grid |
| ---------------------- | ----------------- | ------- | ---- |
| Manfred Herweh         | Bakker-Real-Rotax | Val     | 3    |
| Jean-Louis Guignabodet | MIG-Rotax         | Val     | 5    |
| Carlos Cardús          | JJ Cobas-Rotax    | Remmen  | 10   |
| August Auinger         | Bartol            |         | 15   |
| Thierry Rapicault      | Yamaha            |         | 17   |
| René Delaby            | Rotax             |         | 21   |
| Luis Miguel Reyes      | JJ Cobas-Rotax    |         | 31   |
| Antonio Neto           | JJ Cobas-Rotax    |         | 30   |

#### Niet deelgenomen
| Coureur          | Merk               | Oorzaak    |
| ---------------- | ------------------ | ---------- |
| Freddie Spencer  | Rothmans-HRC-Honda | Teambeleid |
| Loris Reggiani   | Aprilia-Rotax      | Blessure   |
| Hans Lindner     | Rotax              | Blessure   |
| Mar Schouten     | Yamaha             |            |
| Hans Besendorfer | Yamaha             |            |
| Ángel Nieto      | Garelli            | Ontslagen  |
| Iván Palazzese   | Venemotos-Yamaha   | Ontslagen  |
| Erich Klein      | Rotax              | Blessure   |
| Martin Wimmer    | Mitsui-Yamaha      | Blessure   |
| Mario Rademeyer  | Yamaha             |            |
| Maurizio Vitali  | Garelli            |            |

### Top tien tussenstand 250cc-klasse
| Pos. | Coureur                          | Merk                                 | Ptn. |
| ---- | -------------------------------- | ------------------------------------ | ---- |
| 1    | Freddie Spencer (wereldkampioen) | Rothmans-HRC-Honda                   | 127  |
| 2    | Toni Mang                        | Marlboro-HRC-Honda                   | 112  |
| 3    | Carlos Lavado                    | Venemotos-Yamaha                     | 79   |
| 4    | Martin Wimmer                    | Mitsui-Yamaha                        | 69   |
| 5    | Fausto Ricci                     | Rothmans-HRC-Honda                   | 45   |
| 6    | Loris Reggiani                   | Aprilia-Rotax                        | 34   |
| 7    | Alan Carter                      | HRC-Honda / Honda                    | 32   |
| 8    | Reinhold Roth                    | Juchem-Yamaha                        | 28   |
| 9    | Jacques Cornu                    | Bakker-Parisienne / Parisienne-Honda | 25   |
| 10   | Manfred Herweh                   | Bakker-Real-Rotax                    | 23   |

## 125cc-klasse

### De training
Pier Paolo Bianchi had nog steeds drie punten voorsprong in het wereldkampioenschap, maar in de trainingen in Zweden ging het niet goed. Concurrent Fausto Gresini was de snelste, terwijl Bianchi slechts de negende tijd reed. Bovendien zou Gresini in de race geholpen worden door zijn stalgenoot Ezio Gianola, die de tweede tijd had gereden. Gresini was zeer snel: twee seconden sneller dan Gianola en vier seconden sneller dan Bianchi. 

#### Trainingstijden
| Pos | Coureur            | Merk        | Tijd    |
| --- | ------------------ | ----------- | ------- |
| 1.  | Fausto Gresini     | FMI-Garelli | 1"44'19 |
| 2.  | Ezio Gianola       | FMI-Garelli | 1"46'33 |
| 3.  | August Auinger     | Bartol-MBA  | 1"49'93 |
| 4.  | Jean-Claude Selini | MBA         | 1"47'44 |
| 5.  | Johnny Wickström   | MBA         | 1"47'51 |
| 6.  | Jussi Hautaniemi   | MBA         | 1"47'58 |
| 7.  | Bruno Kneubühler   | LCR-MBA     | 1"47'59 |
| 8.  | Domenico Brigaglia | MBA         | 1"47'68 |
| 9.  | Pier Paolo Bianchi | MBA         | 1"48'18 |
| 10. | Olivier Liégeois   | MBA         | 1"48'19 |

### De race
De 125cc-klasse startte in Zweden op een kletsnatte baan. Dat was een kolfje naar de hand van August Auinger, die naast de beide Garelli-rijders Fausto Gresini en Ezio Gianola op de eerste startrij stond. Gresini en Auinger namen samen meteen de leiding, gevolgd door Johnny Wickström. Pier Paolo Bianchi had juist een slechte start en was ongeveer als laatste weg. Wickström moest in de pit een bougiekabel vast laten zetten en viel terug. Tot dat moment zag het er voor Gresini heel goed uit, maar Bianchi werkte zich rustig door het veld naar voren terwijl Gresini's machine in de laatste ronde op één cilinder ging lopen. Auinger ging hem voorbij, maar ook Bianchi, die nu met vijf punten voorsprong aan de laatste race in Misano kon beginnen.

#### Uitslag 125cc-klasse
| Pos | Coureur            | Merk        | Tijd      | Grid | Punten |
| --- | ------------------ | ----------- | --------- | ---- | ------ |
| 1   | August Auinger     | Bartol-MBA  | 44"54'00  | 3    | 15     |
| 2   | Pier Paolo Bianchi | MBA         | 45"01'07  | 9    | 12     |
| 3   | Fausto Gresini     | FMI-Garelli | 45"01'25  | 1    | 10     |
| 4   | Ezio Gianola       | FMI-Garelli | 45"06'85  | 2    | 8      |
| 5   | Jussi Hautaniemi   | MBA         | 45"07'02  | 6    | 6      |
| 6   | Domenico Brigaglia | MBA         | 45"38'59  | 8    | 5      |
| 7   | Johnny Wickström   | MBA         | 45"38'71  | 5    | 4      |
| 8   | Giuseppe Ascareggi | MBA         | 45"39'42  | 11   | 3      |
| 9   | Olivier Liégeois   | MBA         | 45"48'76  | 10   | 2      |
| 10  | Lucio Pietroniro   | MBA         | 45"51'37  | 16   | 1      |
| 11  | Willy Pérez        | MBA         | 46"20'37  | 14   |        |
| 12  | Mickel Nielsen     | MBA         | 46"21'91  | 35   |        |
| 13  | Peter Sommer       | MBA         | 46"26'29  | 25   |        |
| 14  | Håkan Olsson       | MBA         | 46"40'39  | 22   |        |
| 15  | Henrik Rasmussen   | MBA         | 46"42'40  | 29   |        |
| 16  | Christoph Bürki    | MBA         | +1 ronde  | 24   |        |
| 17  | Willy Hupperich    | Seel-MBA    | +1 ronde  | 30   |        |
| 18  | Mike Leitner       | MBA         | +1 ronde  | 34   |        |
| 19  | Rune Zälle         | MBA         | +1 ronde  | 20   |        |
| 20  | Franz Birrer       | MBA         | +1 ronde  | 36   |        |
| 21  | Robin Appleyard    | MBA         | +3 ronden | 26   |        |

#### Niet gefiinished
| Coureur            | Merk    | Oorzaak             | Grid |
| ------------------ | ------- | ------------------- | ---- |
| Jean-Claude Selini | MBA     |                     | 4    |
| Bruno Kneubühler   | LCR-MBA |                     | 7    |
| Alex Bedford       | MBA     |                     | 12   |
| Esa Kytölä         | MBA     |                     | 13   |
| Mogens Johansen    | MBA     |                     | 33   |
| Thierry Feuz       | MBA     | Val                 | 17   |
| Anton Straver      | MBA     | Uitgelopen Big-end. | 18   |
| Jacky Hutteau      | MBA     |                     | 19   |
| Flemming Kistrup   | MBA     |                     | 21   |
| Thomas Pedersen    | MBA     | Val                 | 23   |
| Andres Sánchez     | MBA     |                     | 27   |
| Bjarne Nielsen     | Hummel  |                     | 31   |
| Jörgen Ask         | MBA     |                     | 32   |

#### Niet gestart
| Coureur       | Merk | Oorzaak  | Grid |
| ------------- | ---- | -------- | ---- |
| Luca Cadalora | MBA  | Blessure | 15   |
| Juha Pakkanen | MBA  |          | 28   |

#### Niet deelgenomen
| Coureur  | Merk | Oorzaak  |
| -------- | ---- | -------- |
| Ton Spek | MBA  | Blessure |

### Top tien tussenstand 125cc-klasse
| Pos. | Coureur            | Merk        | Ptn. |
| ---- | ------------------ | ----------- | ---- |
| 1    | Pier Paolo Bianchi | MBA         | 99   |
| 2    | Fausto Gresini     | FMI-Garelli | 94   |
| 3    | August Auinger     | Bartol-MBA  | 72   |
| 4    | Ezio Gianola       | FMI-Garelli | 65   |
| 5    | Bruno Kneubühler   | LCR-MBA     | 50   |
| 6    | Domenico Brigaglia | MBA         | 40   |
| 7    | Jean-Claude Selini | MBA         | 36   |
| 8    | Lucio Pietroniro   | MBA         | 25   |
| 9    | Jussi Hautaniemi   | MBA         | 23   |
| 10   | Olivier Liégeois   | MBA         | 19   |

## Zijspanklasse

### De training
Egbert Streuer en Bernard Schnieders moesten veel trainingstijd gebruiken voor het testen en afstellen van een nieuwe ontsteking, nadat de vorige op Silverstone de geest had gegeven. Toch zetten ze uiteindelijk de tweede trainingstijd. Rolf Biland was de snelste, maar hij reed zijn tijd op kwalificatiebanden, die hij in de race niet kon gebruiken. Bovendien was Biland geen probleem voor Streuer; dat was Werner Schwärzel, die het kampioenschap nog steeds leidde met drie punten verschil. 

#### Trainingstijden
| Pos | Coureur          | Bakkenist          | Merk               | Tijd    |
| --- | ---------------- | ------------------ | ------------------ | ------- |
| 1.  | Rolf Biland      | Kurt Waltisperg    | Krauser-LCR-Yamaha | 1"39'44 |
| 2.  | Egbert Streuer   | Bernard Schnieders | LCR-Yamaha         | 1"39'98 |
| 3.  | Werner Schwärzel | Fritz Buck         | Krauser-LCR-Yamaha | 1"40'52 |
| 4.  | Markus Egloff    | Urs Egloff         | LCR-Yamaha         | 1"40'64 |
| 5.  | Steve Webster    | Tony Hewitt        | LCR-Yamaha         | 1"40'67 |
| 6.  | Alain Michel     | Jean-Marc Fresc    | Krauser-LCR-Yamaha | 1"41'14 |
| 7.  | Alfred Zurbrügg  | Martin Zurbrügg    | LCR-Yamaha         | 1"41'44 |
| 8.  | Masato Kumano    | Helmut Diehl       | LCR-Yamaha         | 1"42'26 |
| 9.  | Derek Jones      | Brian Ayres        | LCR-Yamaha         | 1"42'55 |
| 10. | Rolf Steinhausen | Bruno Hiller       | Busch-ARO          | 1"43'62 |

### De race
Ondanks zijn poleposition had Rolf Biland een slechte start omdat hij zijn motor verzoop. Werner Schwärzel, leider in het wereldkampioenschap, was als snelste weg, maar werd meteen gevolgd door Egbert Streuer. In de vijfde ronde nam Streuer de leiding over en bouwde meteen een voorsprong op door een seconde per ronde sneller te gaan. Biland rukte op naar de derde plaats, tot in de negende ronde zijn versnellingsbak de geest gaf. Streuer won de race en daarmee de wereldtitel met zes seconden voorsprong op Schwärzel, terwijl de derde plaats nu naar Steve Webster ging. Biland verklaarde na de race dat hij zich - als zijn machine was heel gebleven - zeker niet bemoeid zou hebben met de strijd om de eerste plaats, omdat hij zelf toch al kansloos was voor de titel. 

#### Uitslag zijspanklasse
| Pos | Coureur              | Bakkenist          | Merk               | Tijd     | Grid | Punten |
| --- | -------------------- | ------------------ | ------------------ | -------- | ---- | ------ |
| 1   | Egbert Streuer       | Bernard Schnieders | LCR-Yamaha         | 33"21'83 | 2    | 15     |
| 2   | Werner Schwärzel     | Fritz Buck         | Krauser-LCR-Yamaha | 39"30'53 | 3    | 12     |
| 3   | Steve Webster        | Tony Hewitt        | LCR-Yamaha         | 39"37'71 | 5    | 10     |
| 4   | Alain Michel         | Jean-Marc Fresc    | Krauser-LCR-Yamaha |          | 6    | 8      |
| 5   | Rolf Steinhausen     | Bruno Hiller       | Busch-ARO          |          | 10   | 6      |
| 6   | Theo van Kempen      | Geral de Haas      | LCR-Yamaha         |          | 13   | 5      |
| 7   | Hein van Drie        | Iain Colquhoun     | LCR-Yamaha         |          | 16   | 4      |
| 8   | Hans Hügli           | Andreas Schütz     | LCR-Yamaha         |          |      | 3      |
| 9   | Hans-Rudi Christinat | Markus Fährni      | LCR-Yamaha         |          |      | 2      |
| 10  | Masato Kumano        | Helmut Diehl       | LCR-Yamaha         |          | 8    | 1      |
| 11  | Ken Smith            | Dave Brown         | Onbekend           |          |      |        |
| 12  | René Progin          | Yvan Hunziker      | Seymaz-Yamaha      |          |      |        |
| 13  | Derek Jones          | Brian Ayres        | LCR-Yamaha         |          | 9    |        |
| 14  | Larsson              | Gunnhammar         | Onbekend           |          |      |        |
| 15  | Dennis Bingham       | Julia Bingham      | LCR-Yamaha         |          |      |        |

#### Niet gefinisht
| Coureur       | Bakkenist             | Merk               | Oorzaak         | Grid |
| ------------- | --------------------- | ------------------ | --------------- | ---- |
| Rolf Biland   | Kurt Waltisperg       | Krauser-LCR-Yamaha | Versnellingsbak | 1    |
| Markus Egloff | Urs Egloff            | LCR-Yamaha         | Ongeval         | 4    |
| Martin Kooy   | Raimond van den Groep | Kova-Yamaha        |                 | 23   |

#### Niet gestart
| Coureur         | Bakkenist       | Merk       | Oorzaak             | Grid |
| --------------- | --------------- | ---------- | ------------------- | ---- |
| Alfred Zurbrügg | Martin Zurbrügg | LCR-Yamaha | Ongeval in training | 7    |

### Top tien eindstand zijspanklasse
| Pos. | Coureur          | Bakkenist          | Merk                             | Ptn. |
| ---- | ---------------- | ------------------ | -------------------------------- | ---- |
| 1    | Egbert Streuer   | Bernard Schnieders | LCR-Yamaha                       | 73   |
| 2    | Werner Schwärzel | Fritz Buck         | Krauser-LCR-Yamaha               | 73   |
| 3    | Rolf Biland      | Kurt Waltisperg    | Krauser-LCR-Yamaha / LCR-Krauser | 50   |
| 4    | Steve Webster    | Tony Hewitt        | LCR-Yamaha                       | 32   |
| 5    | Alfred Zurbrügg  | Martin Zurbrügg    | LCR-Yamaha                       | 26   |
| 6    | Masato Kumano    | Helmut Diehl       | LCR-Yamaha                       | 19   |
| 7    | Alain Michel     | Jean-Marc Fresc    | Krauser-LCR-Yamaha               | 13   |
| 8    | Steve Abbott     | Shaun Smith        | Windle-Yamaha                    | 13   |
| 9    | Markus Egloff    | Urs Egloff         | LCR-Yamaha                       | 12   |
| 10   | Mick Barton      | Simon Birchall     | LCR-Yamaha                       | 11   |

## Trivia

### Cruijffiaans
Egbert Streuer gebruikte een uitdrukking die van Johan Cruijff had kunnen zijn om uit te drukken dat hij ook na de tegenvallende TT van Assen was blijven geloven in zijn kansen: "Je kunt pas niet meer winnen als je verloren hebt". 
1930 · 1931 · 1932 · 1933 · 1934 · 1935 · 1936 · 1937 · 1939 · 1949 · 1950 · 1951 · 1952 · 1953 · 1954 · 1955 · 1956 · 1957 · 1958 · 1959 · 1961 · 1970 · 1971 · 1972 · 1973 · 1974 · 1975 · 1976 · 1977 · 1978 · 1979 · 1981 · 1982 · 1983 · 1984 · 1985 · 1986 · 1987 · 1988 · 1989 · 1990